# Westsibirien

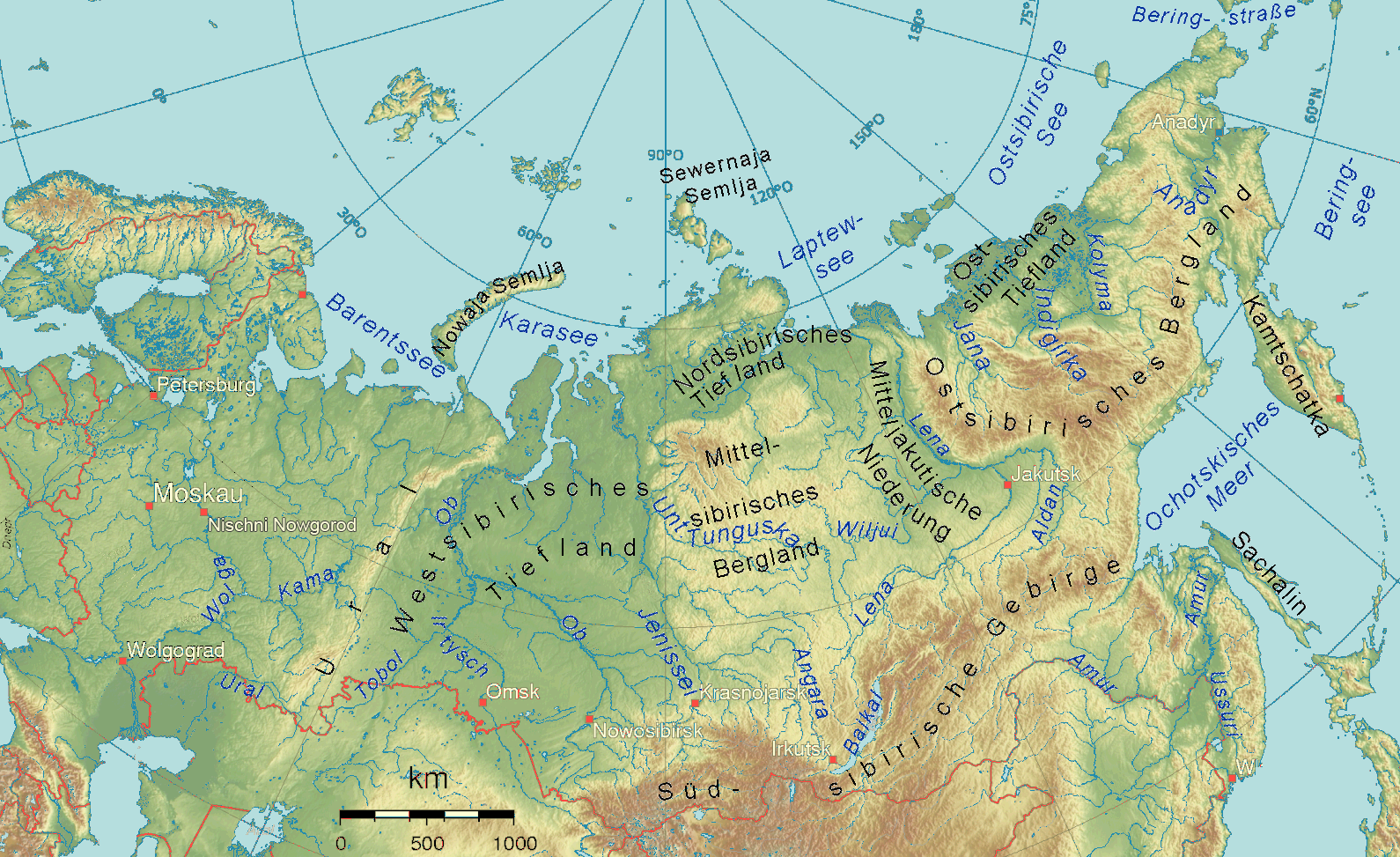
Großlandschaften und wichtigste Flüsse Sibiriens

Als Westsibirien wird in Politik und Geographie der westliche Teil Sibiriens verstanden, der vom Ural nach Osten bis zum Mittelsibirischen Bergland reicht. Den Großteil nimmt mit einer Fläche von etwa 2.500.000 km² das Westsibirische Tiefland ein. Es wird von den großen Strömen Ob und Jenissei geprägt, während im Süden die Hochebene Kasachstans beginnt und im Südosten ein Teil der Südsibirischen Gebirge (Russischer Altai und Sajangebirge) aufragen.
Westsibirien macht fast genau ein Drittel von ganz Sibirien (ca. 11 Millionen Quadratkilometer) aus und ist durch die Randgebirge geographisch klar begrenzt. Es zählt als solches jedoch nicht zu den Großlandschaften Russlands, sondern die geomorphologisch einheitlicheren Regionen Westsibirische Tiefebene und Südsibirische Gebirge.
Die größte Stadt Westsibiriens ist Nowosibirsk am Mittellauf des Ob, gefolgt von Omsk; die ebenfalls großen Städte Jekaterinburg (Swerdlowsk), Tscheljabinsk und Magnitogorsk werden hingegen der Ural-Region zugerechnet.
Weitere Großstädte sind (von West nach Ost): Kurgan, Tjumen, Barnaul, Tomsk, Kemerowo, Nowokusnezk, und (an der Grenze Mittelsibiriens) Krasnojarsk. Sie liegen ausnahmslos im südlichen Viertel der Region (geographische Breite unter 57°), weil nördlich davon der Permafrost-Boden eine dichtere Besiedlung erschwert.
Archäologische Untersuchungen ergaben, dass Jäger und Sammler 6000 v. Chr. in Westsibirien einen relativ hoch entwickelten Lebensstil führten; sie bauten und wohnten in steinzeitlichen Festungsanlagen mit Grubenhäusern, die von Erdwällen und Holzpalisaden umgeben waren.
Erschlossen wurde Westsibirien, das durch seine Bodenschätze schon für das Russische Reich besondere Bedeutung erhielt, vor allem durch die Transsibirische Eisenbahn und die Flussschifffahrt auf den Hauptflüssen Tobol, Irtysch, Ob und Jenissei.
In Europa wurde die Region Anfang des 21. Jahrhunderts vor allem durch die Ölpest in Westsibirien bekannt gemacht, die insbesondere durch Greenpeace aufgedeckt wurde. Es handelt sich dabei um eines der größten ölverseuchten Landgebiete der Erde. 